# Sultanatos do Decão

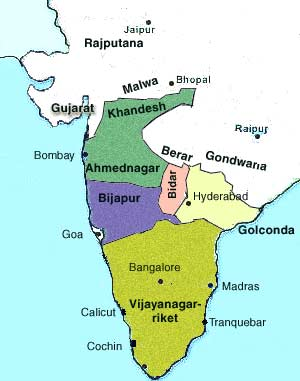
Sultanatos do Decão na sua maior extensão.

Os sultanatos do Decão foram cinco reinos medievais tardios muçulmanos — Bijapur, Golkonda, Ahmadnagar, Bidar, e Berar — que ocuparam o centro sul da Índia entre 1527 e 1686. Os sultanatos do Decão estendiam-se no planalto do Decão, entre o rio Krishna e o Vindhya Range. Estes reinos tornaram-se independentes durante a cisão do sultanato de Bahmani. Em 1490, Ahmadnagar declarou a independência, seguido de Bijapur e Berar no mesmo ano. Golconda tornou-se independente em 1518 e Bidar em 1528. Em 1510, Bijapur repeliu uma tentativa de invasão de portugueses à cidade de Goa, que foi conquistada pelos portugueses mais tarde no mesmo ano.
Embora geralmente rivais, aliaram-se contra os hindus do Império Vijayanagara, ou Reino de Bisnaga, como era chamado pelos portugueses, em 1565, enfraquecendo-o permanentemente na batalha de Talikota. Em 1574, após um golpe em Berar, Ahmadnagar conquistou-o. Em 1619, Bidar foi anexado por Bijapur. Os sultanatos seriam mais tarde conquistados pelo Império Mogol; Berar separou-se de Ahmadnagar em 1596, Ahmadnagar foi tomado entre 1616 e 1636, Golkonda e Bijapur conquistados na campanha de 1686-7 de Aurangzeb.